# Joanna Beaufort
Joanna Beaufort, Joan Beaufort (ur. ok. 1404, zm. 15 lipca 1445) – królowa Szkocji jako żona Jakuba I Stewarta (w latach 1424-1437).
Była córką Jana Beauforta, hrabiego Somersetu, i Małgorzaty Holland. Jej ojciec był synem Jana z Gandawy, księcia Lancaster, i jego kochanki (późniejszej trzeciej żony) – Katarzyny Swynford. Jej matka była córką Tomasza Hollanda, 2. hrabiego Kentu, i Alicji Fitzalan.

## Pierwsze małżeństwo
W lutym 1424 r. Joanna poślubiła Jakuba I, który nie został jeszcze formalnie koronowany na króla. Razem z mężem spędziła rok w Winchesterze, u jej wuja – Henryka Kardynała Beauforta. Podobno Joanna miała być inspiracją dla Jakuba, do napisania jego sławnego poematu Kingis Quair. Para miała ośmioro dzieci:
- Małgorzata Stewart (ok. 25 grudnia 1424 – 16 sierpnia 1445), żona króla Francji Ludwika XI
- Izabela Stewart (1425/1427 – 1494), żona księcia Bretanii Franciszka I
- Eleonora Stewart (26 października 1427 – 20 listopada 1480), żona arcyksięcia Zygmunta Habsburga
- Maria Stewart (1428 – 20 marca 1465), żona Wolfarta van Borsselena, hrabiego Grandpre
- Joanna Stewart (ok. 1428 – po 16 października 1486), żona Jamesa Douglasa, 1. hrabiego Morton
- Aleksander Stewart (16 października 1430 – 1430), książę Rothesay
- Jakub II (16 października 1430 – 3 sierpnia 1460), król Szkocji
- Annabella Stewart (ok. 1433 – po 1471), żona Ludwika Sabaudzkiego, hrabiego Genewy, i George’a Gordona, 2. hrabiego Huntly

## Drugie małżeństwo
Po tym jak Jakub został zamordowany w 1437, Joanna została regentką w imieniu jej syna-króla. W 1439 wyszła za mąż po raz drugi, tym razem za Jakuba Stewarta, Czarnego Rycerza z Lorn (1383-1451). Para ta miała troje dzieci:
- John Stuart (ok. 1440 – 12 września 1512), 1. hrabia Atholl
- James Stuart (1442 – 1499), 1. hrabia Buchan
- Andrew Stewart (ok. 1443 – 1501), biskup Moray